# Skyddsutrustning

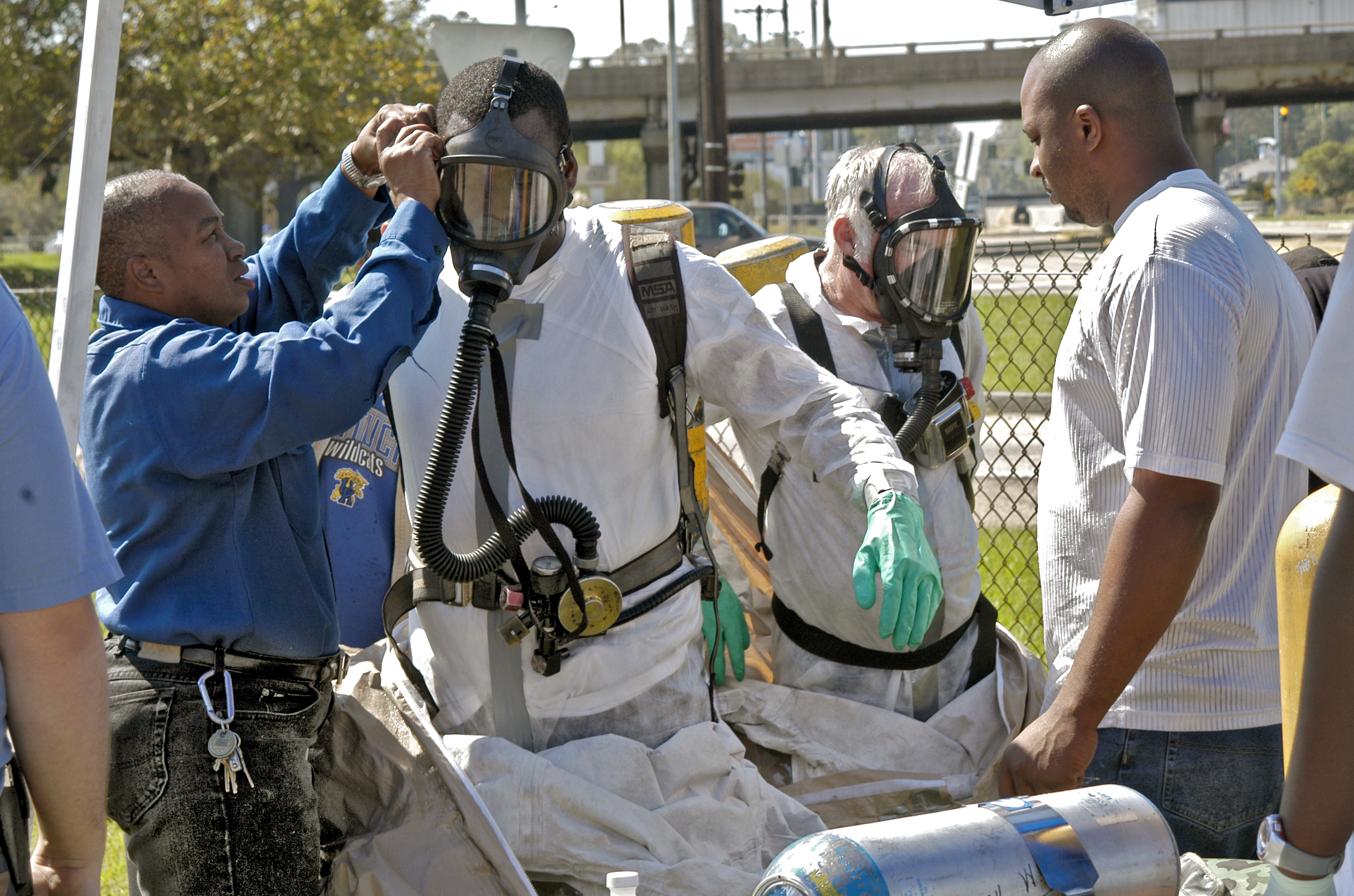
Tillpassning av skyddsutrustning inför en övning.

Skyddsutrustning är ett brett begrepp som omfattar allehanda produkter som är avsedda att skydda person mot skade- och hälsorisker och faror, antingen aktivt, passivt eller förebyggande med mera. Sådana risker kan exempelvis vara elektrifiering, värme, kemikalier, mikroorganismer, strålning, slag och stötar, värme eller luftburna partiklar. Skyddsutrustning förekommer i yrkessammanhang samt i fritidssammanhang, som i hobby-, sport- eller idrottsutövande.
Begreppet skyddsutrustning begriper oftast utrustning som agerar barriär mellan fara och person, såsom: skyddsväggar och skyddsdörrar, skyddsplagg och skyddskläder, avståndsverktyg, samt även salvor såsom solkräm.
Syftet med personlig skyddsutrustning är att minska anställdas exponering för faror när tekniska kontroller och administrativa kontroller inte är genomförbara eller effektiva för att minska dessa risker till acceptabla nivåer. Skyddsutrustning behövs när det finns risker. Skyddsutrustning har den allvarliga begränsningen att den inte eliminerar faran vid källan och kan leda till att anställda utsätts för faran om utrustningen går sönder.

## Skyddsplagg

### Ansiktsskydd

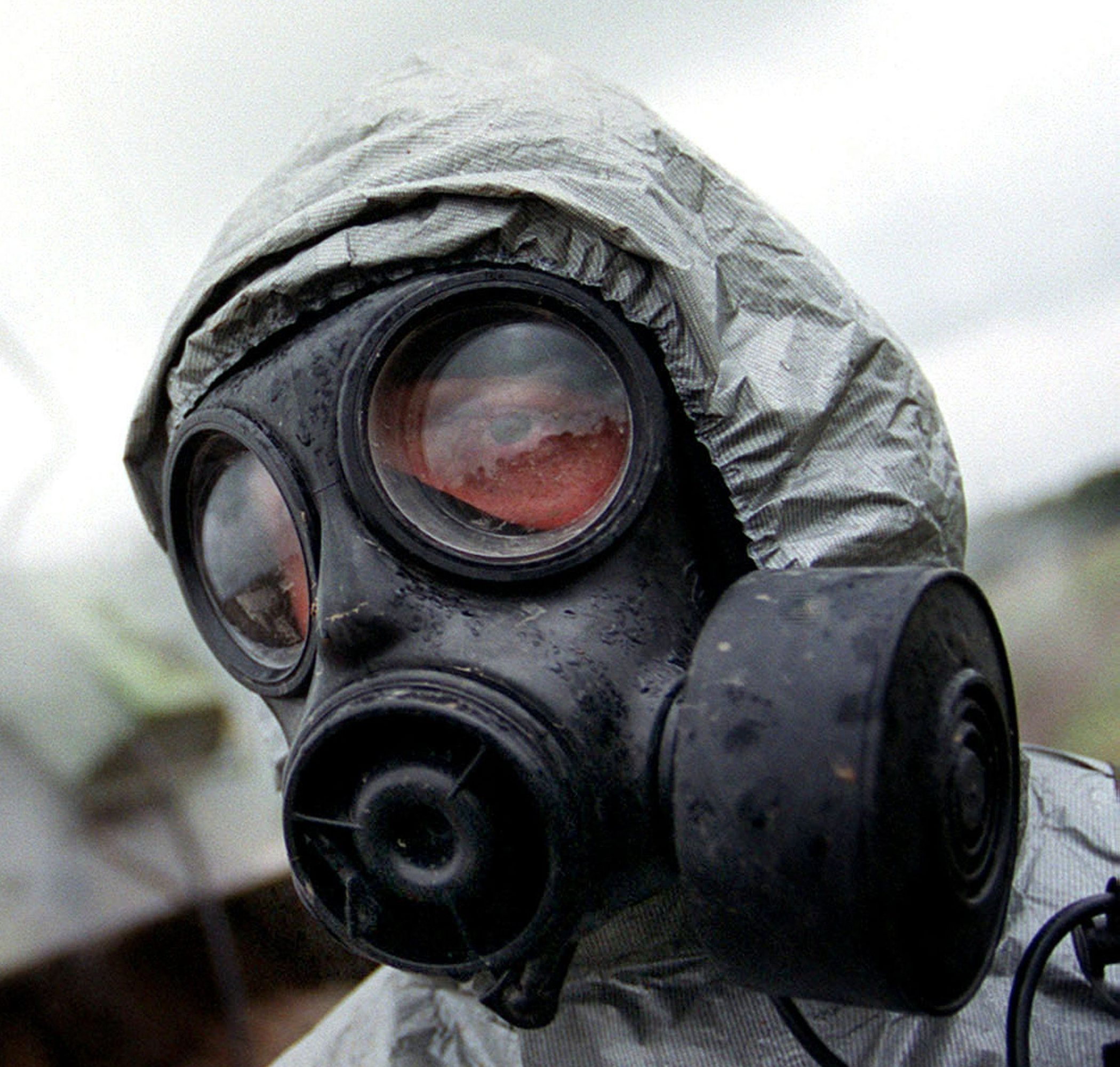
Skyddsmask

- Skyddande ansiktsmasker
  - Andningsmask (andningsapparat)
  - Andningsskydd
  - Ansiktsskydd
  - Munskydd (sjukvård)
  - Skyddsmask (gasmask)
- Skyddsglasögon
  - Solglasögon
- Visir
  - Svetsmask

### Huvudskydd

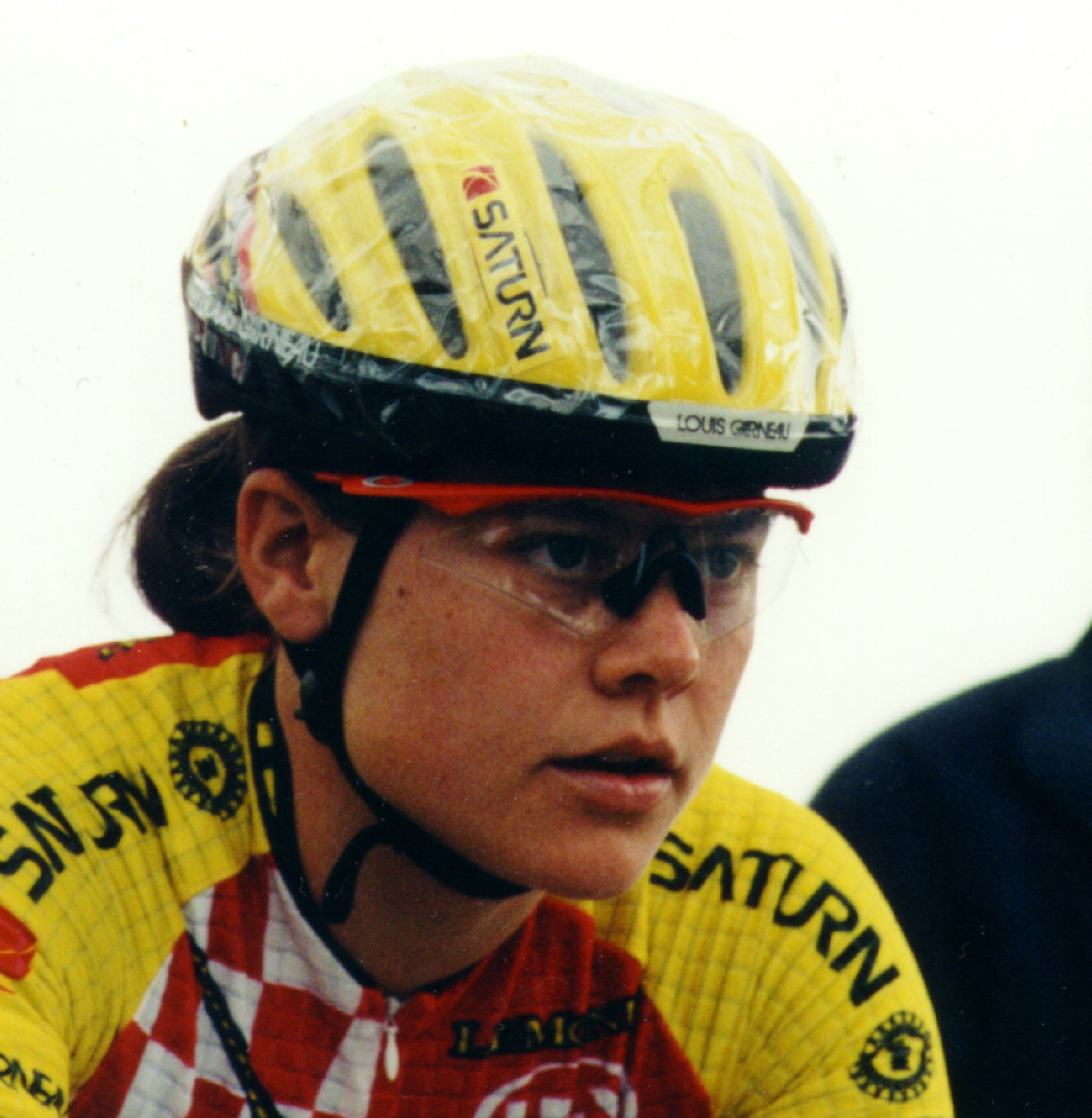
Cykelhjälm

- Hjälm
  - Cykelhjälm
  - Ishockeyhjälm
  - Lekhjälm
  - Motorcykelhjälm
  - Ridhjälm
  - Stridshjälm

### Hörselskydd
- Hörselskydd
  - Hörselkåpor
  - Öronpropp

### Kroppsskydd

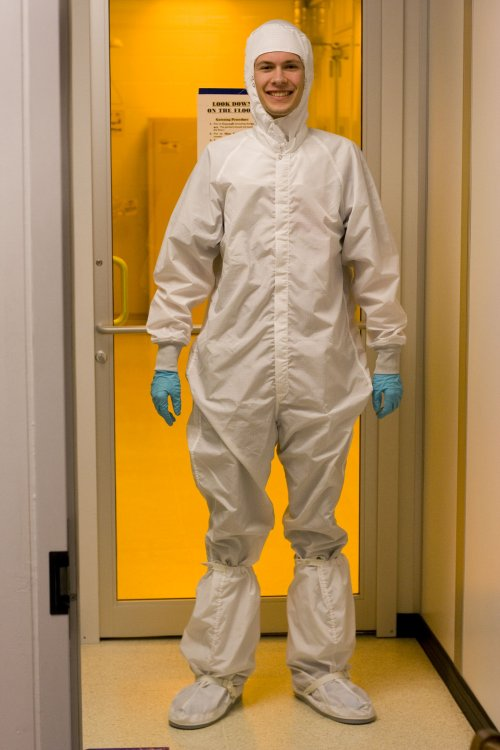
Person försedd med skyddsoverall, skyddshandskar och skyddsskor mot farliga ämnen

- Förkläde
- Harnesk (rustning)
  - Brynja
  - Kyrass
- Skyddshandskar
- Skyddsoverall
- Skyddsskor
- Strålskydd

### Köldskydd
- Dunjacka
- Mössa
- Sockor
- Täckbyxor
- Vantar
- Vinterkängor
- Vinteroverall
- Öronmuffar

### Vattenavstötande
- Galonbyxor
- Gummistövlar
- Regnkläder
- Vadarbyxor
- Vadarstövlar